# Пагадиан
Пагадиан (себуано: Dakbayan sa Pagadian; тагал.: Lungsod ng Pagadian) — город на Филиппинах на о. Минданао, столица провинии Южная Замбоанга. Здесь расположено правительство не только провинции, но и региона Полуостров Замбоанга(регион 9).
Численность населения −161 312 жителей(2007). Площадь — 333,8 кв.км.
Распространенные языки: себуанский, тагальский, английский, илонгго (хилигайнон), илокано, иранун, магинданао, таусуг, самаль, чавакано.
Основные религии: католицизм, ислам.

## Географическая характеристика

### Рельеф
Город расположен в местности с разнообразным рельефом, на севере и западе к нему подступают отроги гор. По характеру рельефа город сходен с Гонконгом, поэтому его называют «Маленький южный Гонконг».
Пагадиан окружают соседние муниципалитеты: Тигбао и Думалинао на юго-западе, Лэйквуд на западе, Лабанган на востоке и северо-востоке, Мидсалип на севере.
45 % территории города заняты холмами или горами. В северо-западной части выделяются четыре вершины: Палпалан, Бегонг, Пинокис, Шугар Лоуф. В северной и центральной части более пологие возвышения, они занимают 47 % общей площади, и 8 % занимают низменные участки.
В городе и его окрестностях протекают реки, впадающие в бухту Пагадиан: Тигума, Булаток, Гатас, Балангасан.
Как следствие возвышенного рельефа, многие участки города застрахованы от наводнений. Страдают от этого лишь небольшие участки на востоке и юго-востоке во время сильных ливней.

### Климат
Температура воздуха колеблется от 22 до 32,9 °C. Сухой сезон — с января по март, влажный — с апреля по декабрь. Среднее количество осадков — 2500—3000 мм в год.

## История
Первоначально та местность, где сейчас расположен Пагадиан, называлась Тальпокан, что на одном из местных языков значит «место многочисленных источников». Позже место было названо Пангад-йе-ан, по-висайски «место для молитв». Это связано с эпидемией малярии, которую перенесло местное население, в большинстве — аборигены, принявшие христианство. По другим версиям предполагается, что город назван в честь местной птицы гагадиан, или от слов языка иранун пагад(ожидание) и падиан(рынок). В период султанского правления здесь было место оживленной торговли.
Первыми поселенцами местности были люди племени субанон, коренного народа Западного Минданао. В 15 в. здесь появились мусульмане, создавшие процветающие общины и распространившие ислам. Субаноны вынуждены были отступить в горные районы. Между двумя группами поселенцев нередки были конфликты.
В начале 20-го в. Дату Макаумбанг, сын Дату Акоба, правитель султаната Тага Нонок(иначе — муниципалитетов Малабанг и Тукуран), обратился за помощью к филиппинским властям, поскольку в регионе процветали пиратство и бандитизм. С приходом солдат порядок был установлен, и параллельно этот факт вызвал большой приток переселенцев с Лусона, Висайских островов и соседних провинций Минданао.
Христианское население в Пагадиане начало формироваться в начале 20-го в. Увеличение доли христиан в общей массе населения привело к созданию Пагадианского прихода в 1938 г. Было построено несколько церквей. В 1968 был выстроен кафедральный собор Св. Младенца. Св. Младенец — покровитель жителей о. Себу, собор был наименован в честь него, так как большая часть мигрантов — с о. Себу. В 1971 г. приход получил статус епископства в составе архиепископства Осамис. В настоящее время епископство Пагадиана насчитывает 24 приходов и принимает 711 244 прихожан.
В честь патрона города, Св. Младенца, отмечается праздник в 3-е воскресенье января, тогда же когда и в городе Себу.
Пагадиан получил статус города 23 марта 1937 г., 17 сентября 1952 г.стал столицей вновь образованной провинции Южная Замбоанга(в 1952 г. единая Замбоанга была разделена на две части, Север и Юг). 21 июня 1969 г. Пагадиан получил разряд дипломированного города.

## Национальный состав
В городе, как и в других частях провинции проживают представители разных народностей и разной религиозной принадлежности.
Большинство пагадианцев говорят по-себуански. Тагальский язык является родным для меньшего числа местных жителей. В мусульманских общинах распространены языки иранун, магинданао, маранао, таусуг, самаль, илонгго(хилигайнон), илокано, чавакано. Язык автохтонного населения, субанонов, находится под угрозой исчезновения, так как молодежь этой группы предпочитает переходить на себуанский. Английский язык используется в деловой и официальной сферах.

## Праздники
Практически весь январь пагадианцы отмечают праздники, Фестиваль Пасаламат, водный парад(регата), карнавал, военный парад. Устраиваются коммерческие выставки.
Фестиваль Мегайон празднуется в сентябре и продолжается неделю. Официально он утвержден в августе 2006 г., и его проводят на всей территории провинции. Значение его — единение представителей трех разных типов культуры: субанонов, мусульман и христиан. Слово «мегайон» по-субанонски значит «единение, солидарность».
В китайских общинах празднуют Китайский новый год.

## Туризм
Для туристов имеется множество достопримечательностей, хотя они не известны за пределами Филиппин.
Бухта Пагадиан и расположенные в ней два небольших островка, Дако и Гамай, вместе называемые острова Дао-Дао, — живописное место, идеально приспособленное для отдыха, плавания, катания на лодке и рыбной ловли. Здесь сооружен искусственный коралловый риф. Островов можно достичь на моторной лодке за 7-10 минут из морского порта. Для осмотра панорамы бухты хорошо приспособлен парк, округлый в плане и расположенный на возвышении, называемый Пагадианская Ротонда. В пяти минутах пути на моторной лодке из порта расположен Белый пляж, названный так по цвету песка.
Ряд природных достопримечательностей находятся в окрестностях города. Это водопады, Лайзон Вэлли, в 42 км от города, и Манга, в 7 км. Рядом со вторым расположена пещера Твин.
Гора Палпалан — высшая точка в окрестностях Пагадиана, 684 фута высотой. Гора Сусонг-Далага, в 32 км от города. Сюда можно доехать верхом. В местечке Бого, в 4 км от Пагадиана, расположен холм Булаток, с которого открывается отличная панорама города.

## Образование
Пагадиан — центр образования в провинции. Имеются как частные образовательные учреждения, так и муниципальные.
Из высших учебных заведений наиболее значительным является Морской технологический институт Южной Замбоанги, это — филиал Мисамисского технологического института в Озамисе. Есть два крупных католических колледжа. Крупнейшее муниципальное учреждение — Национальная высшая школа Южной Замбоанги, филиал Государственного университета Западного Минданао.